# Dinopium benghalense
Dinopium benghalense là một loài chim trong họ Picidae.

## Hình ảnh

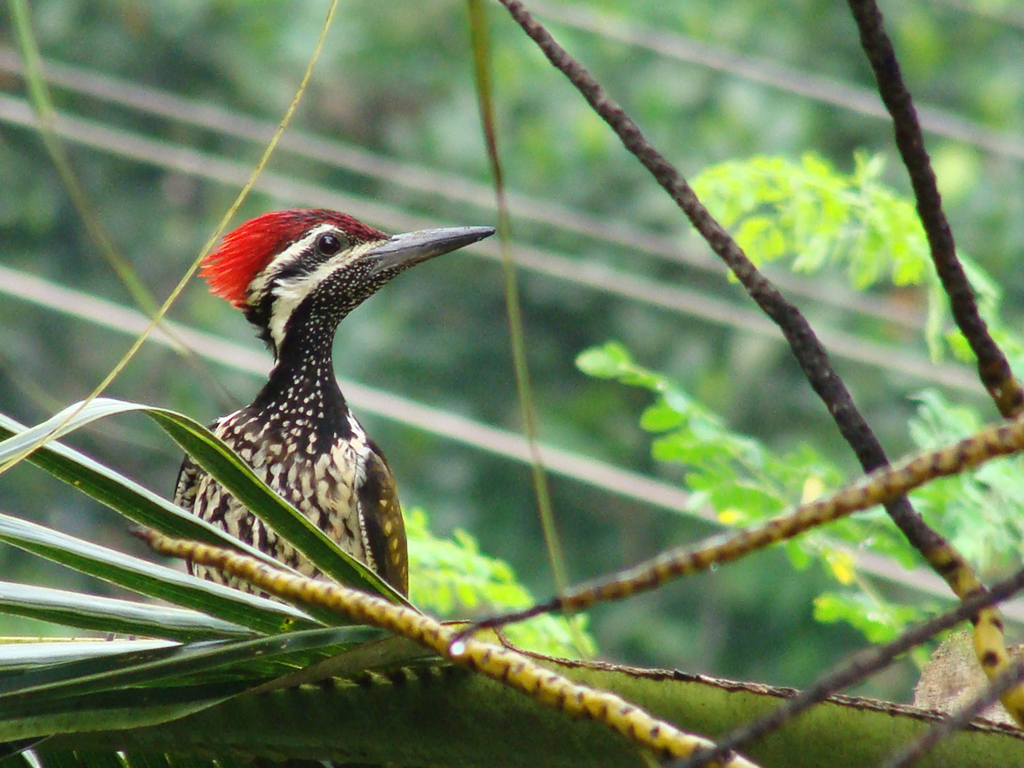
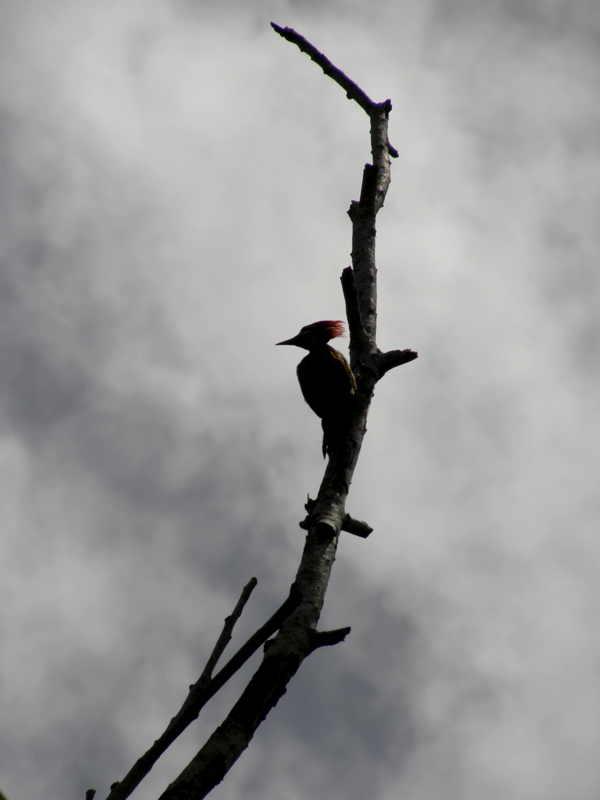
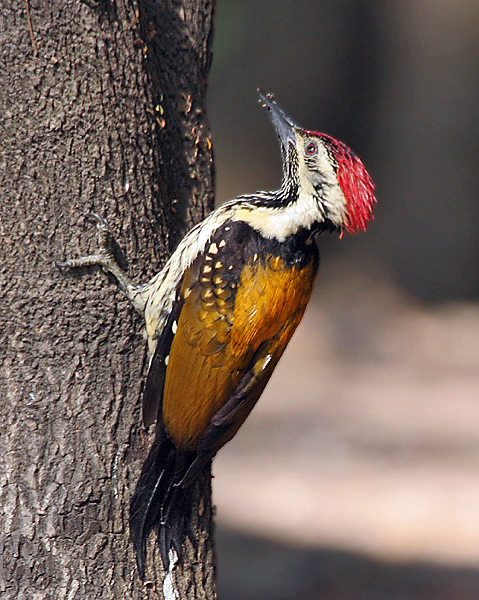
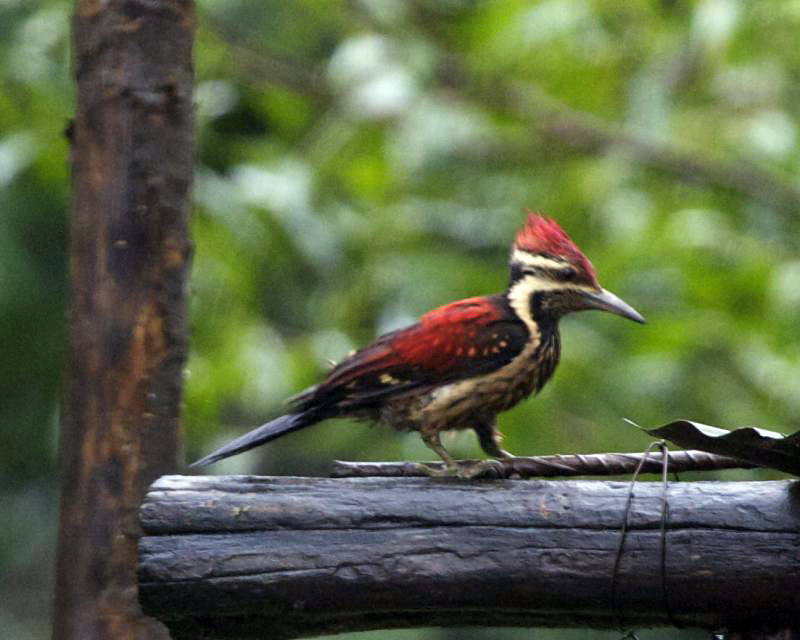
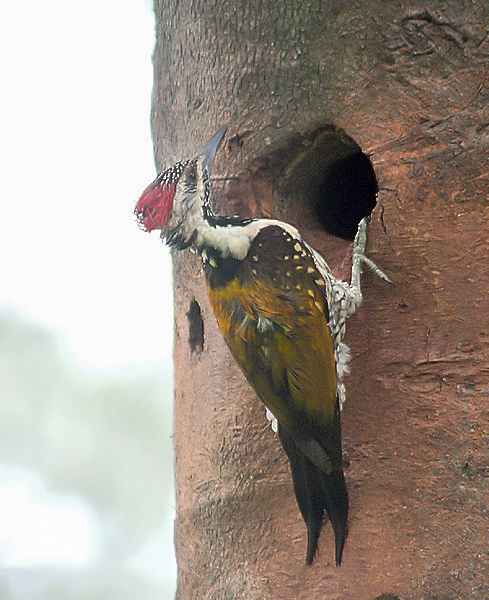
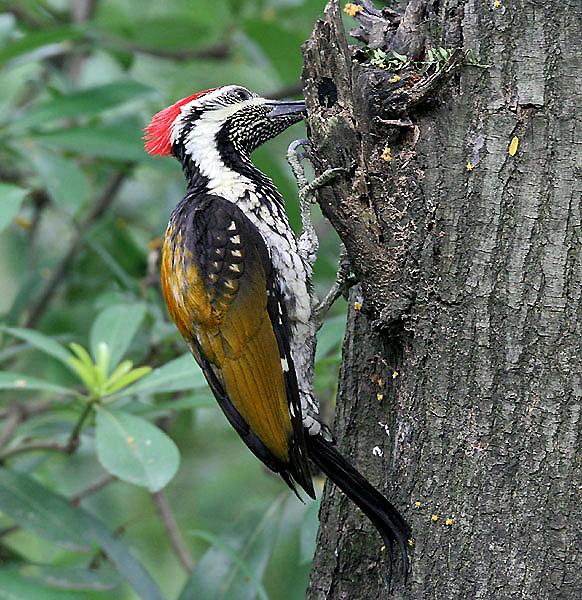